# Tapeinosperma brevipedicellatum
Tapeinosperma brevipedicellatum är en viveväxtart som beskrevs av Maurice Schmid. Tapeinosperma brevipedicellatum ingår i släktet Tapeinosperma och familjen viveväxter. Inga underarter finns listade i Catalogue of Life.